# När Nietzsche Grät
När Nietzsche Grät skrevs 1992 av Irvin Yalom. Han är född den 13 juni 1931 i Washington DC. Yalom är också Emeritus i Psykiatri på Stanford University, en existentialist, och känd psykolog.
Boken utspelar sig huvudsakligen i Wien, Österrike där Dr Josef Breuer har sin läkarmottagning. En dag mottar Dr Breuer ett brev från en rysk kvinna som heter Lou Salome. Hon säger sig vilja diskutera en vän till henne, vars sjukdom kan komma att påverka den tyska filosofins framtid; Friedrich Nietzsche. Från detta utvecklar sig boken till en innovativ dubbelbehandling Breuer och Nietzsche emellan där Breuer ska bota den förras migrän och Nietzsche ska bota den senares själsliga plågor.
Berättelsen är strängt fiktiv men innehar ändock flera historiska personer såsom Josef och Mathilde Breuer, Friedrich Nietzsche, Lou Salome, Sigmund Freud, Bertha Pappenheim, Paul Rée samt omnämns Franz Overbeck, och kompositören Richard Wagner.